# 1017 Mafia
1017 Mafia — мікстейп американського репера Gucci Mane, виданий 1 січня 2015 р. В оформленні використано обкладинку студійного альбому The State vs. Radric Davis (2009). На обличчі Gucci можна помітити тату з конусом морозива, зроблене в січні 2011 після виходу з психлікарні.
Підзаголовок Incarcerated покликається на перебування виконавця за ґратами на момент виходу релізу. Репер присутній на 7 треках з 14.

## Список пісень
| #   | Назва                                                                | Продюсер(и)          | Тривалість |
| --- | -------------------------------------------------------------------- | -------------------- | ---------- |
| 1.  | «1017 Mafia» (Young Thug)                                            | Drumma Boy           | 2:10       |
| 2.  | «Lowest» (з участю Rich the Kid та OG Maco)                          | Tarentino            | 3:39       |
| 3.  | «Dead People» (з участю Raury)                                       |                      | 3:02       |
| 4.  | «Close to Me» (з участю Waka Flocka Flame)                           | 808 Mafia            | 3:30       |
| 5.  | «Pick It Up» (Waka Flocka, Young Thug та ін.)                        |                      | 4:26       |
| 6.  | «Beef» (з участю Waka Flocka Flame та Sya Ari)                       | 808 Mafia            | 3:16       |
| 7.  | «Drinking Lean, Smoking Loud» (з участю Young Dolph та OG Boo Dirty) | Zaytoven             | 3:29       |
| 8.  | «Story» (з участю Young Dolph)                                       | Honorable C.N.O.T.E. | 4:06       |
| 9.  | «Ondalay» (Migos, PeeWee Longway)                                    | Zaytoven             | 2:40       |
| 10. | «Ben Franklin» (Young Scooter, Fein)                                 |                      | 2:44       |
| 11. | «All Night Flight» (Jose Guapo, MPA Duke)                            | Purps on the Beat    | 3:17       |
| 12. | «Love» (MPA Duke)                                                    |                      | 3:59       |
| 13. | «Look Like a Lick» (MPA Wicced)                                      |                      | 3:03       |
| 14. | «Skirt» (з участю Quavo)                                             | Zaytoven             | 2:40       |

## Чартові позиції
| Чарт (2015)               | Найвища позиція |
| ------------------------- | --------------- |
| US Independent Albums     | 40              |
| US Top R&B/Hip-Hop Albums | 47              |